# 拉·古留
拉·古留（意即「貪吃者」，本名：路易絲·祖瑟芬·韋伯（Louise Joséphine Weber），1866年7月13日—1929年1月29日）是法國康康舞著名女性舞者，「拉·古留」是她的藝名，也被稱為「蒙馬特的女王」、「康康舞女王」，她被公認為法國康康舞的宗師。
青少年時期發跡於巴黎，為紅磨坊第一代表演主角，曾紅極一時，受媒體、貴族、藝術家所追捧，但壯年以後際遇每況愈下，後來與丈夫四處表演馴獸節目，丈夫死後在路上販賣小物維生，最後孤獨貧病終老，死於巴黎拉里布瓦西埃醫院。去世60年後，這一位被遺忘的康康舞舞蹈家，因其外曾孫的著作與倡議下，路易絲再度引起世人關注，1992年她的骨骸，在盛大的典禮中，被遷葬於著名的蒙馬特公墓。

## 生平

### 早年
路易絲出生於克利希一個來自阿爾薩斯的猶太家庭，3 歲時父母離異，4 歲時她的父親達古卑·韋伯（Dagobert Weber）因參加普法戰爭致雙腿成殘，路易絲被送往女修道院，1873年初其父親去世，翌年路易絲 6歲時，由一位住在聖旺的叔伯父喬治（Georges）所收養。
1882年路易絲16歲時，與男朋友愛德蒙（Edmond Froelicher）同住在蒙特勒伊，一間名為巴蒂尼奧勒（Batignolles）酒店的小房間，在此路易絲結識了歌手、馬戲團與著名的「水溝蓋（Grille d’égout）」舞團，愛德蒙兵役結束後便離開了路易絲；1884年路易絲搬到奥納諾與另一男朋友夏勒（Charles Tazzini）同住，並在巴黎的聖母院新街（Rue Neuve-Notre-Dame）洗衣維生。
路易絲在洗衣之餘，偶而會當畫家與攝影師的模特兒，其中包括大畫家雷諾瓦、攝影師額希樂·德馬依特（Achille Delmaet），路易絲晚上會到卡巴萊（附有舞台的小酒館）表演跳舞，因此認識了《吉爾·布拉斯（Gil Blas）》雜誌的專欄作家與星探夏勒·第突克（Charles Desteuque），透過夏勒專文〈半個世界（demi-monde）〉與所拍攝的一緝舞蹈照片，而被年青的外交官加斯通·遲拉班（Gaston Chilapane）相中；同一時期，路易絲接受水溝蓋舞團的編舞家舍萊斯特·莫加多爾（Céleste Mogador）的指導與訓練，並安排於煎餅磨坊與蒙馬特的愛麗舍宮登台當舞者。
後來，路易絲獲選加入書瑟夫·奧雷（Joseph Oller）與夏勒·塞德勒（Charles Zidler）的舞團，表演 4 人康康舞。因為路易絲習慣把客人的酒杯一飲而盡，加上她的導師加斯通有貪婪·遲拉班（Goulu Chilapane）稱號，路易絲便被團友稱為「拉·古留」（：貪吃者）。

### 當紅
1889年，書瑟夫·奧雷與夏勒·塞德勒創立了紅磨坊，23歲的路易絲以「拉·古留」之名，與以「軟骨頭·瓦倫亭」為名的務德密·艾蒂安·朱·胡諾丹（Edme Étienne Jules Renaudin）搭檔，許多畫上他們的肖像，寫上他們名字的海報用以招徠，他們的雙人舞成為紅磨坊最有名的表演節目。
隨著紅磨坊迅速成為巴黎最著名的聲色場所，拉·古留也變成巴黎當紅的明星，許多貴族、上流人士慕名而來，報章雜誌會報導她，畫家以她為題材，如著名的記者作家奥克塔夫·米尔博撰文描寫她，貴族畫家羅特列克，更有多幅作品以她為題材。
路易絲發展出一系列的舞步、橋段、連續的高踢、大劈（grand écart）、地板舞技等，她不只是當時工資最高的藝人，而「拉·古留」嚴然就是康康舞與紅磨坊的代名詞。
1893年4月12日，由紅磨坊創辦人書瑟夫·奧雷所創立，富麗堂皇的奥林匹亞音樂廳開張，拉·古留是剪彩佳賓之一，明星、貴族、記者簇擁而致，新聞爭相報導。

### 潦倒

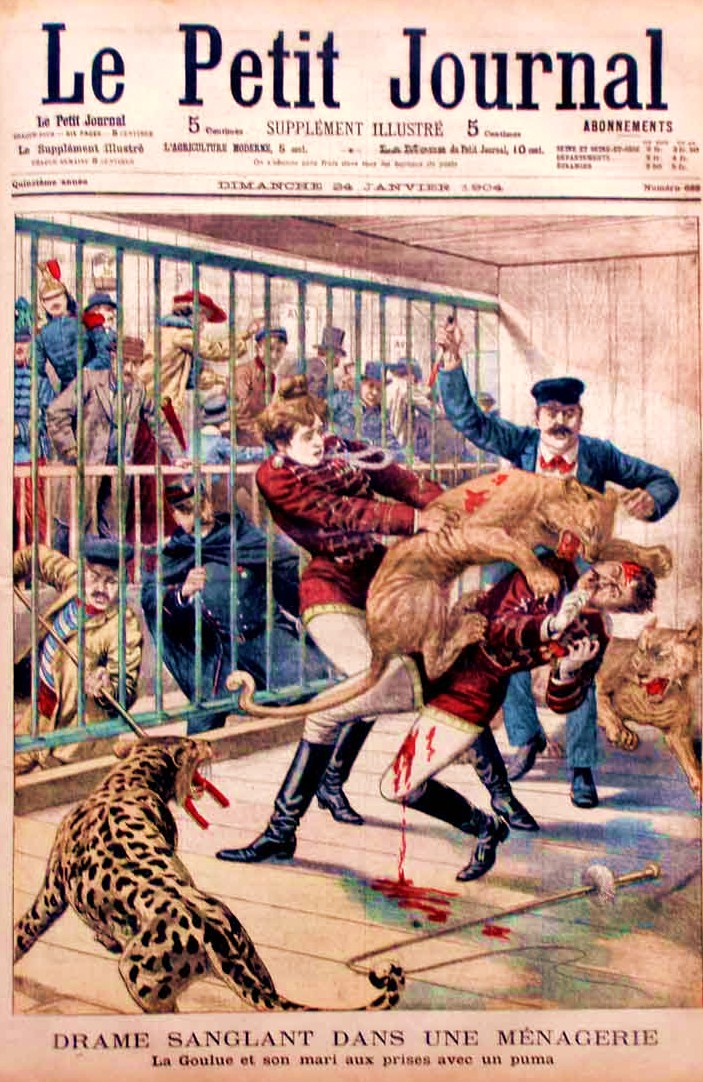
1904年1月24日的《佩蒂特報》，拉·古留和她的丈夫被美洲獅襲擊

1895年4月，享譽盛名與累積了足夠的財富，29歲的路易絲離開了紅磨坊，她展開了 4 個投資項目：芭蕾舞表演、獨立演出、會場演出、動物會同演出，同年12月29日早上，於巴黎巴蒂諾爾（Batignolles）萊克盧塞街（Rue Lécluse），路易絲生下一個男孩，取名西蒙·維克托（Simon Victor）。接著她投入了所有積蓄，進行在法國境內巡迴的獨立演出，可是人們不喜歡這種表演方式，票房收入慘澹，兩年後她回到巴黎，一貧如洗。
1899年，洛澤爾人大動物園（Grande ménagerie Lozérienne）的老闆阿德里安·匹崇（Adrien Pezon）計畫開設新型態的表演場所，路易絲加入了他的團隊，且學會了馴服獅子，因阿德里安出售動物園無望，計畫告終。1900年至1901年間，34歲的路易絲與比她小 7 歲的祖瑟夫－尼可拉·杜賀斯勒（Joseph-Nicolas Droxler）結婚，祖瑟夫－尼可拉是魔術師與馴獸師，他們住在拖車上，四出表演維生，收養老弱的馬戲團動物、貓、狗，與遭社會遺棄的妓女、男妓與同性戀者為伍，生活困苦。
1923年，路易絲 57 歲時，她的丈夫與兒子相繼過世，消沈、孤寡、潦倒的她酗酒，在路上販賣糖果維生，1928年2月，她重返蒙馬特，在路上販賣腰果、花生、香菸與火柴等小物，時常在紅磨坊附近出現，她會大方替認出她的路人合照或簽名，當時年青的電影導演喬治·拉孔布在路易絲不知情下，拍下了她的身影，成為記錄短片《區域（La Zone）》。
1929年1月19日，她把所住的拖車停在聖旺倉庫街（rue des Entrepôts），以便申請在當地的跳蚤市場擺攤，就在她獲准設攤的同時，她因脫水與發燒入住了巴黎拉里布瓦西埃醫院，1月29日12時20分去世，享齡62歲。紅磨坊藝術指導皮埃爾·拉撒海夫（Pierre Lazareff）與少數人的見證下，她的遺體被安葬在龐坦巴黎公墓（Cimetière parisien de Pantin）。60 多年後，她的外曾孫米歇爾·署菲（Michel Souvais）寫了關於她的傳記，在米歇爾的倡議下，因為她生前對藝術的傑出貢獻，經當時的巴黎市長雅克·希拉克下令，1992年3月16日，路易絲的骨骸被遷葬於蒙馬特公墓，出席典禮的除了米歇爾等長期關注的人、相關機構人員、新聞媒體外，尚有美國搖滾歌手拉托亞·傑克森等民眾，共近 2,000 人。

## 逸事
- 路易絲·韋伯的出生地，另有一說是阿爾薩斯[2]。
- 關於路易絲·韋伯的早年出身，有另外一種說法，說她從小是在克利希長大，母親是洗衣婦，有一親姐姐、一親弟弟，以及同父異母的妹妹，少年時期路易絲與她的同父異母妹妹在巴黎合作洗衣維生，晚上瞞著母親到卡巴萊表演跳舞[12][13]。
- 其獨子西蒙·維克托（Simon Victor）出生登紀上寫生父不詳，但路易絲曾對鄰居說：「他是位王子（un prince）」[12]。
- 1890年至1891年間某一天，正在紅磨坊舞池中表演的拉·古留，看到臺下正坐著當時的威爾斯親王阿爾伯特·愛德華（即後來的英國國王愛德華七世），搭訕說「嘿，威爾斯！你支付的香檳，是你款待的，還是你母親邀請的？（Hé, Galles! Tu paies l'champagne! C'est toi qui régales, ou c'est ta mère qui invite?）」[3]。
- 1900年前後，有一位商人收養了路易絲的獨子，並供給路易絲一筆金錢處理債務，但她卻用了這筆錢，替一位認識多年的妓女付了龐大醫藥費，剩下的錢一半捐給了猶太教會堂，另一半捐給了教堂[5]。
- 1904年1月，路易絲與祖瑟夫－尼可拉在表演過程中，遭美洲獅攻擊，登上當時的報張封面[15]。

## 相關作品

### 文學
- 傳記
  - . .  1926. （法文）法國國家圖書館 （页面存档备份，存于）
  - . .  1959. （法文）
  - . . 1961. （法文）
  - . . . 1972. （英文）
  - . . . 1997. （英文）
  - . . . 1998. ISBN 9782841001460 （法文）
  - . . . 2002. （法文）
  - . . . 2002. （法文）
  - . . . 2005. （法文）
  - . . . 2008. （法文）
  - . .  . 2010. （英文）
- 改編小說
  - . . . 1989; . 1990. （法文）
  - . . . 2007. （法文）

### 繪畫
- 羅特列克. . 1890. 布面油畫. 115×150 公分. 費城藝術博物館.
- 羅特列克. . 1891. 彩色平版印刷. 191×117公分.
- 羅特列克. . 1892. 布面油畫. 79×59公分. 紐約現代美術館.
- 羅特列克. . 1892. 彩色平版印刷. 35×46公分.
- 羅特列克. . 1894. 鉛筆畫. 55×43.5公分. 國立貝拉斯藝術博物館.
- 羅特列克. . 1894. 的華爾茲音樂封套[16].
- 羅特列克. . 1895. 布面油畫. 285×307.5公分.奥賽博物館.
- 羅特列克. . 1895. 布面油畫. 298×316公分. 奥賽博物館.

### 影像
- 攝影
- 紀錄短片
  - . 1928 發行，喬治·拉孔布（Georges Lacombe）導演.
- 電影
  - . 1952-12-13 發行，歌舞劇情長片，英語，約翰·休斯頓導演，凱瑟琳·凱絲（Katherine Kath）飾「拉·古留」.

## 圖集
- 1891年
- 1892年
- 1892年
- 1894年
- 1895年

- 由  攝於1885年
- 攝於1890年
- 攝於1890年
- 攝於1895年
- 1929年報紙上路易絲·韋伯的訃文
- 蒙馬特公墓中路易絲·韋伯的墓塚